# En kvinnas hemlighet
En kvinnas hemlighet (originaltitel: The Paradine Case) är en amerikansk film från 1947 i regi av Alfred Hitchcock efter Robert Hichens roman The Paradine Case från 1933. Även om filmen är amerikansk utspelar den sig i England.
Hitchcock hade från början velat ha Greta Garbo i rollen som fru Paradine, men Garbo som inte spelat in film sedan några år tillbaka tackade nej till rollen.

## Handling
Den unga och vackra fru Paradine (Alida Valli) anklagas för att ha giftmördat sin blinda äldre make. Hennes försvarsadvokat, den gifte Anthony Keane (Gregory Peck) blir snart förälskad i henne. Detta noteras av hans fru Gay (Ann Todd) som dock övertalar honom att fortsätta med fallet. Keane försöker lägga skulden på Paradines betjänt André Latour (Louis Jourdan) för att försöka få henne frikänd, något som leder till oanade konsekvenser.

## Rollista
- Gregory Peck - Anthony Keane
- Ann Todd - Gay Keane
- Charles Laughton - Lord Thomas Horfield, domare
- Charles Coburn - Simon Flaquer
- Ethel Barrymore - lady Sophie Horfield
- Louis Jourdan - André Latour
- Alida Valli - Anna Paradine
- Leo G. Carroll - Sir Joseph Farrell
- Joan Tetzel - Judy
- Isabel Elsom - värdshusvärdinna